# Psednos carolinae
Psednos carolinae är en fiskart som beskrevs av Stein 2005. Psednos carolinae ingår i släktet Psednos och familjen Liparidae. Inga underarter finns listade i Catalogue of Life.